# Palästinensisch-Arabisch
Das Palästinensisch-Arabische ist ein eigenständiger arabischer Dialekt, der gemeinsame Merkmale sowohl mit dem Ägyptisch-Arabischen als auch mit dem Syrisch-Libanesischen teilt. Mit den beiden letztgenannten Dialekten zählt er zum levantinischen Arabisch.
Mit dem Ägyptisch-Arabischen gemein hat es beispielsweise die Verneinung des Verbs durch die Zirkumposition (ma-) ...-š, mit dem Syrischen die Futur-Partikel bidd-. Die Vergleichspartikel ‚wie‘ lautet wie im Ägyptischen zayy, während das Syrische miṯl  bevorzugt. Die Aufsprengung von Konsonantenhäufungen erfolgt nach syrischem Modell durch Einfügen eines Hilfsvokals vor dem zweiten Konsonanten von hinten her gerechnet (KvKK), und nicht von vorne her, wie im Ägyptischen üblich (KKvK). Der Wortakzent liegt wie im ganzen syrischen Raum auf der dem Wortende nächsten Folge -vKK oder -v:K, eine Betonung der kurzen Mittelsilbe in KvK-'Kv-Kv bzw. Kv:-'Kv-Kv, wie im Ägyptischen üblich, ist nicht möglich. Insgesamt überwiegen klar die gemeinsamen Merkmale mit dem Syrischen, sodass man Palästinensisch, Libanesisch und Syrisch als einen gemeinsamen Dialektraum betrachtet.

## íši
Das auffälligste Erkennungsmerkmal des Palästinensischen ist die Verwendung des Wörtchens íši für ‚etwas‘ bzw. ‚Sache‘ oder ‚Ding‘. In dieser Form ist das auf das hocharabische شيء šayʾ zurückgehende Wort genau auf das Gebiet von Palästina und (Nordwest-)Jordaniens beschränkt.

## Phonologie
Das Palästinensische besitzt die drei Kurzvokale a, i, u und die fünf Langvokale ā, ē, ī, ō, ū. Im Unterschied zum Libanesischen und Syrischen fällt die klar unterschiedene Artikulation der Kurzvokale i und u auf. Nur in geographischer Nähe zu Syrien und Libanon findet man den dort häufigen, zentralisierten Murmelvokal  ə < i,u. Gemeinpalästinensisch ist die Monophthongisierung der Diphthonge ay und aw, zu ē und ō, also bēt < bayt ‚Haus‘ und nōm < nawm ‚Schlaf‘.
Das hocharabische ج ǧ [IPA ʤ] wird in der Regel wie im Hocharabischen als stimmhafte palato-alveolare Affrikate ǧ (IPA [⁠dʒ⁠]) artikuliert. Lediglich im Norden Palästinas findet man dafür den im Libanon und Syrien weit verbreiteten stimmhaften Zischlaut ž (IPA [⁠ʒ⁠]). Ganz im Süden, im Gaza-Streifen, taucht bereits die typisch ägyptische Aussprache g für diesen Laut auf.
Bemerkenswert ist die historisch-soziologische Dreiteilung des palästinensischen Dialektraums. Während wir in der deutschen Dialektologie die Mundarten nach geografischen Gesichtspunkten unterscheiden können, verläuft im Arabischen und ganz besonders ausgeprägt im Palästinensisch-Arabischen die wesentliche Trennlinie zwischen den Hauptdialekten entlang von historisch-soziologischen Kriterien: Stadtbevölkerung, Landbevölkerung und Beduinen. Dementsprechend reden wir von städtischem, bäuerlichem und beduinischem Palästinensisch. Das auffälligste Unterscheidungsmerkmal zwischen diesen drei Dialekttypen ist die Behandlung von altem ق q ([⁠q⁠]). Die Städter sprechen dafür den Stimmritzenverschlusslaut ʾ ([⁠ʔ⁠]), der auch im Deutschen vor jeder vokalisch anlautenden Silbe gesprochen, aber nicht geschrieben wird. Die Bauern sprechen dafür k, ganz im Norden Palästinas auch leicht rückverschobenes ḳ (IPA [⁠ḵ⁠]). Die Beduinen schließlich artikulieren dafür das in der gesamten arabischen Welt typisch-beduinische g oder rückverschobene g̣ ([⁠ɢ⁠]). Das arabische Wort قلب qalb ‚Herz‘ wird also folgendermaßen ausgesprochen:
- städtisch: ʾalb
- bäuerlich: kalb
- beduinisch: galb

Im Bäuerlichen wurde dabei nicht nur altes q nach vorne zu k verschoben, sondern zugleich auch altes k nach vorne zu č (IPA [⁠ʧ⁠]) (man spricht hier linguistisch von einer „push chain“). Das Städtische hat altes k bewahrt, deshalb heißt beispielsweise das hocharabische كلب kalb ‚Hund‘
- städtisch: kalb
- bäuerlich: čalb

Zwischen den beiden größten Dialektgruppen Städtisch und Bäuerlich (das Beduinische hat nur eine marginale Bedeutung) gibt es noch weitere wesentliche Unterschiede:
Die alten Interdentale ث ṯ ([⁠θ⁠]), ذ ḏ [⁠ð⁠] und ظ ẓ ([ð~]) wurden im städtischen Arabisch zu den Verschlusslauten t, d und ḍ verschoben, während das bäuerliche die Interdentale bewahrt hat. Beispielsweise heißt also
- ṯalǧ / talǧ (bäuerlich / städtisch) ‚Schnee‘
- ḏahab / dahab (bäuerlich / städtisch) ‚Gold‘
- ẓarab / ḍarab (bäuerlich / städtisch) ‚er schlug‘

Die Städter haben Mühe, Interdentale zu sprechen, und deshalb Schwierigkeiten mit Lehnwörtern aus dem Hocharabischen, die erst nachträglich in ihren Dialekt eingedrungen sind. Sie substituieren in diesem Fall die entsprechenden Sibilanten, beispielsweise wird hocharabisches ظ durch ẓ ([z~]) substituiert:
ẓarf ‚Umschlag‘.
Besonders altertümlich ist der Erhalt der femininen Pluralformen beim Verb und den Personalpronomina im bäuerlichen Arabisch, während im städtischen dafür die männlichen Formen stehen, also beispielsweise
hinne ṭabáḫⁱn (bäuerlich) gegenüber humme ṭábaḫu (städtisch) ‚sie (die Frauen) kochten‘.
Typisch städtisch ist der Gebrauch des suffigierten Personalpronomens der 3. Person maskulin -o:
bēto ‚sein Haus‘.
Die bäuerlichen Dialekte benutzen dafür meist -u, in Zentralpalästina auch -a oder -e, also:
bētu oder bēta oder bēte ‚sein Haus‘.
Auffällig ist schließlich in den bäuerlichen Dialekten auch der häufige Ersatz des Kurzvokals u durch i:
- umm (städt.) gegenüber imm (bäuerlich) ‚Mutter‘
- kull (städt.) gegenüber čill (bäuerlich) ‚alles‘
- buktub (städt.) gegenüber bičtib (bäuerlich) ‚er schreibt‘

Da wohl keine andere arabische Gesellschaft durch Krieg und Vertreibung so sehr aufgemischt worden ist wie die palästinensische, sind die Bezeichnungen städtisch und bäuerlich heute nur noch als Hinweis darauf zu verstehen, woher die Vorfahren der jeweiligen Sprecher kamen, ob vom Land oder aus der Stadt. Zudem ist der städtische Dialekt der Prestige-Dialekt und der bäuerliche gilt als unfein, eben als bäuerlich. Wer berufliche Karriere macht, ist bestrebt, sich außerhalb seines Familien- und Verwandtenkreises in seiner Sprache den städtischen Gepflogenheiten anzugleichen. Dies geschieht im Wesentlichen durch Vermeidung des č, das besonders verräterisch ist. Ein „richtiges“ k statt eines č zu sprechen scheint keine große Anstrengung zu bereiten, zumal das k < q ja zum bäuerlichen Phoneminventar gehört. Das q als ʾ zu sprechen stellt sich tendenziell als schwieriger heraus. Er belässt es deshalb beim k, versucht lediglich, es etwas weiter hinten zu artikulieren, sodass es dem hocharabischen q näher kommt, was ebenfalls Prestige besitzt. Im Endergebnis läuft es aber meistens darauf hinaus, dass in der modernen Umgangssprache eines ursprünglichen bäuerlichen Sprechers oft altes q und k in k zusammenfallen. Wo die ländlichen Strukturen noch in Ordnung sind, ist das bäuerliche Arabisch aber sehr lebendig und keineswegs ein ausgefallener oder seltener Dialekt, ja vielleicht hat er sogar mehr Sprecher als städtisches Palästinensisch. Städtisch wurde von jeher gesprochen in Jerusalem, Hebron, Nablus, Haifa, Akko, Jaffa, Safed, Tiberias, Ramle, Lydda u. a. Heute wird beispielsweise auch im ursprünglichen Bauerndorf Ramallah städtisch gesprochen, doch dies hat nichts damit zu tun, dass aus diesem Marktflecken inzwischen eine Stadt geworden ist, sondern erklärt sich durch die Masse der Flüchtlinge, die 1948 aus Lydda und Ramle nach Ramallah kamen und ihren städtischen Dialekt mitbrachten.

## Morphologie
Die Silbenstruktur erinnert sehr an das Aramäische, das vor dem Eindringen des Arabischen im 7. Jh. in Palästina gesprochen wurde: Auf altes i und u zurückgehende Kurzvokale in unbetonten offenen Silben fallen aus. Falls dadurch ein Konsonantencluster von drei aufeinanderfolgenden Konsonanten entsteht, kann dieser Cluster durch Einfügen eines Hilfsvokals vor dem zweiten Konsonanten von hinten her aufgesprengt werden, der dieselbe Qualität wie der ausgefallene Vokal besitzt. Dadurch entsteht oft der Eindruck eines Vokalumsprungs
bín-zi-lu > bínzlu > bínⁱzlu ‚sie steigen aus‘‚
und das Verbparadigma ist uneinheitlich und schwieriger zu erlernen als beispielsweise im klassischen Arabisch.
Das Imperfekt des Verbs wird wie in vielen anderen arabischen Dialekten auch mit b-Präfix gebildet, während das alte Imperfekt zum Ausdruck des Subjunktivs dient:
bilbis ‚er zieht an‘ – biddo (-u, -a, -e) – yilbis ‚er möchte/wird anziehen‘
Die 1. Ps. Sg. des Imperfekts wird stets mit a gebildet:
- bašrab ‚ich trinke‘
- bidd(i) ašrab ‚ich möchte/werde trinken‘
- biddi arūḥ / anām / ašūf ‚ich möchte/werde gehen / schlafen / sehen‘

Verben, die ursprünglich Hamza als ersten Radikal hatten, werden im Imperfekt mit langem ō gebildet, beispielsweise:
bōkul (städt.) bzw. bōčil (bäuerl.) ‚er isst‘
Im Folgenden ein Paradigma des starken Verbs:
Perfekt:
- ṭábaḫ  ‚er kochte‘
- ṭáb(a)ḫat  ‚sie kochte‘
- ṭabáḫt  ‚du (mask.) kochtest‘
- ṭabáḫṭi  ‚du (fem.) kochtest‘
- tabáḫt  ‚ich kochte‘
- ṭábaḫu  ‚sie kochten‘
- ṭabáḫⁱn  ‚sie (fem.; nur bäuerlich) kochten‘
- ṭabáḫtu  ‚ihr kochtet‘
- ṭabáḫtin  ‚ihr (fem.; nur bäuerlich) kochtet‘
- ṭabáḫna  ‚wir kochten‘

Imperfekt:
- búṭbuḫ  ‚er kocht‘
- btúṭbuḫ  ‚sie kocht‘
- btúṭbuḫ  ‚du (mask.) kochst‘
- btúṭᵘbḫi  ‚du (fem.) kochst‘
- báṭbuḫ  ‚ich koche‘
- búṭᵘbḫu  ‚sie kochen‘
- buṭbúḫⁱn  ‚sie (fem.; nur bäuerlich) kochen‘
- btúṭᵘbḫu  ‚ihr kocht‘
- btuṭbúḫⁱn  ‚ihr (fem.; nur bäuerlich) kocht‘
- mnúṭbuḫ (bäuerlich bnúṭbux)  ‚wir kochen‘

Die Personalpronomina lauten meist (in Klammern die suffigierten Formen):
- hū (-o/u/a/e) ‚er‘ (3. m. Sg.)
- hī (-ha) ‚sie‘ (3. f. Sg.)
- inte (-ak) ‚du‘ (2. m. Sg.)
- inti (-ik/-ič) ‚du‘ (2. f. Sg.)
- ana (-i) ‚ich‘ (1. c. Sg.)
- humme (-hum) ‚sie‘ (3. m. Pl.)
- hinne (-hin) ‚sie‘ (3. f. Pl.; nur bäuerlich, städtisch verwendet die maskuline Form)
- intu (-ku/kum) ‚ihr‘ (2. m. Pl.)
- intin (-čin) ‚ihr‘ (2. f. Pl.; nur bäuerlich, städtisch verwendet die maskuline Form)
- iḥna (-na) ‚wir‘ (1. c. Sg.)

Als Genitivexponent fungiert meist tabaʿ, in Südpalästina findet sich auch ägyptisches btāʿ oder  tāʿ:
il-bēt tabaʿi ‚mein Haus‘ (wörtlich: ‚das Haus das meinige‘)

## Lexeme
Im Folgenden eine kleine Auswahl von Strukturwörtern, die in vielen regionalen palästinensischen Dialektvarianten benutzt werden:
- hāda (bäuerlich emphatisch: hāḏ̣a) ‚dieser‘
- hōn (bäuerlich emphatisch: ḥān) ‚hier‘
- hēk (bäuerlich  hēč oder hēḏ) ‚so‘
- halʾēt, hallaʾ, issa (bäuerlich halkēt) ‚jetzt‘
- ēmta (bäuerlich waktēš) ‚wann‘
- mīn ‚wer‘
- šū, ššū, ēš ‚was?‘
- wēn ‚wo, wohin‘
- illi Relativpronomen
- ʾaddēš (bäuerlich kaddēš) ‚wieviel‘
- fī ‚es gibt‘
- fišš ‚es gibt nicht‘
- kīf, kēf (bäuerlich čīf, čēf) ‚wie?‘
- zayy ‚wie‘
- bass ‚nur; aber; sobald als; genug!‘
- barḍo (ägyptisch) ‚auch, noch‘
- lēš ‚warum‘
- wāḥad ‚eins‘. Diese Form des Zahlworts ‚eins‘ mit kurzem a in der Endsilbe ist ähnlich wie íši ebenfalls recht charakteristisch für das Palästinensisch-Arabische. Es wird auch attributiv im Sinne von ‚einzig‘ verwendet: zalame wāḥad ‚ein einziger Mann‘. Die feminine Form lautet waḥ(a)de

Die jahrhundertelange osmanische Besatzung hat das Palästinensische um zahlreiche türkische Fremdwörter bereichert, wie beispielsweise:
- duġri ‚geradeaus‘
- ōḍa ‚Zimmer‘
- kundara ‚Schuhe‘
- bōya ‚Schuhcreme‘
- titin ‚Tabak‘
- taṭli ‚Marmelade‘
- ǧumruk ‚Zoll‘
- zangīl ‚reich‘
- ṣōbba ‚Heizofen‘
- kurbāǧ ‚Peitsche‘
- krēk ‚Schaufel‘

sowie zahlreiche Berufsbezeichnungen, die durch Anhängen des türkischen Suffixes -ǧi  gebildet werden, wie beispielsweise kundarǧi „Schuhmacher“, oder besonders hübsch banšarǧi ‚Reifenflicker‘ (< engl. puncture)
Durch das Zusammenleben mit bzw. Besatzung durch Israel haben in neuester Zeit einige Lehnwörter aus dem Neuhebräischen in den Dialekt Einzug gefunden:
- maḫsūm auch maḥsūm ausgesprochen ‚Straßensperre‘
- ramzōn ‚Verkehrsampel‘ von ramsor
- bilifōn ‚Mobiltelefon‘ von Pelefon (Name eines Mobilfunkanbieters)
- bēgala ‚Salzgebäck‘ ebenfalls nach einer Markenbezeichnung
- mastik ‚Kaugummi‘
- naqnīq ‚Würstchen‘
- maḥfēr ‚Bagger‘